# Peter Kingsley (filósofo)
Peter Kingsley (n. 1953) é um filósofo britânico, autor de cinco livros e numerosos artigos sobre filosofia antiga, incluindo Ancient Philosophy, Mystery and Magic (Filosofia Antiga, Mistério e Magia), In the Dark Places of Wisdom (Nos Locais Escuros da Sabedoria), Reality (Realidade), A Story Waiting to Pierce You: Mongolia, Tibet and the Destiny of the Western World (Uma História Esperando para Conquistar Você: Mongólia, Tibet e o Destino do Mundo Ocidental), Catafalque: Carl Jung and the End of Humanity (Catafalque: Carl Jung e o fim da humanidade) e A Book of Life (Um livro da vida). Escreveu extensivamente sobre os filósofos pré-socráticos Parmênides e Empédocles e sobre o mundo em que viviam.